# Mimosa gracilis
Mimosa gracilis är en ärtväxtart som beskrevs av George Bentham. Mimosa gracilis ingår i släktet mimosor, och familjen ärtväxter. IUCN kategoriserar arten globalt som livskraftig. Inga underarter finns listade i Catalogue of Life.